# فوتون مزدوج
في الفيزياء النظرية، يعتبر الفوتون المزدوج (بالإنجليزية: Dual photon)‏ جسيمًا أوليًا افتراضيًا يمثل ثنائيًا للفوتون تحت ازدواجية مغناطيسية كهربائية والتي تنبأت بها بعض النماذج النظرية، بما في ذلك نظرية إم.
لقد ثبت أن تضمين أحادي القطب المغناطيسي في معادلات ماكسويل يقدم تفردًا. الطريقة الوحيدة لتجنب التفرد هي تضمين جهد رباعي متجه ثانٍ، يسمى الفوتون المزدوج، بالإضافة إلى الكمون المعتاد ذي الموجات الأربعة، الفوتون. بالإضافة إلى ذلك، فقد وجد أن لاغرانج القياسي للكهرومغناطيسية ليس ثنائي التناظر (أي متماثل تحت الدوران بين الشحنات الكهربائية والمغناطيسية) مما يسبب مشاكل في الزخم-الطاقة، واللف، وموتر الزخم الزاوي المداري. لحل هذه المشكلة، اقترح لاغرانج متماثل مزدوج من الكهرومغناطيسية، والذي لديه فصل متسق ذاتيًا بين درجات الحرية في الدوران والمدارية. تشير تناظرات بوانكاريه إلى أن الكهرومغناطيسية المزدوجة تصنع بشكل طبيعي قوانين حفظ متسقة ذاتيًا.